# 蔡其雍
蔡其雍（1971年2月5日—），中華民國政治人物、慈善家，福建省金門縣金湖鎮人。曾任金門縣政府環境保護局局長，為金門縣政府首位民主進步黨籍局處首長。目前為金門縣小英之友會總會長、民進黨金門縣黨部主任委員，關注家鄉公共事務。2022年當選金門縣議員，是金門縣議會第二位民進黨籍議員。

## 生涯

### 早期生涯
蔡其雍出生於金門縣金湖鎮，自幼家境窮困。就讀金湖國中時，每天從瓊林村跑步到山外的學校上課，單程五公里多；有時為了加強耐力訓練，放學時甚至會一路揮汗長跑到金城鎮東門圓環或金沙鎮市區，再折回瓊林村，一跑就是一、二十公里。如此一來，每天可省下搭公車上學的錢，也土法鍊鋼，練就過人的體力、和耐力。國中時曾創下三千公尺徑賽金門最佳紀錄，一直維持十幾年沒人能超越，後來賽制取消國中三千公尺賽跑，他成了該項紀錄永久保持人。就讀金門農工二年級時，蔡其雍有曾代表金門縣參加「1988年臺北馬拉松賽」，以2小時35分16秒勇奪全國青年組第二名。
蔡其雍畢業後，為了負責家中經濟隻身赴台，在新北市五股區的汽車修配廠當了五年黑手學徒，學會車輛裝配與修理專業技術。1995年創業開設森廣機具公司，銷售環保垃圾等重型機械車輛。1998年自行開設製造環保垃圾車工廠，事業有成，回饋家鄉，其於金門縣內以知名企業家身份廣為人知。

### 金門縣環保局局長
蔡其雍因廢棄物清理之專業，於2018年4月獲金門縣縣長陳福海邀請入閣，擔任環境保護局局長，為金門縣政府史上第一位民主進步黨籍的局處首長。據陳福海表示：「蔡其雍願意擔任局長，是陳福海千辛萬苦拜託來的」。

不過，同年9月底，蔡因遭爆同月月中邀請陳致中夜間到私人招待所，而辭職以弭平風波。

### 蔡英文金門競總主委
蔡其雍於2016年、2020年皆擔任民進黨總統候選人蔡英文金門競選總部主任委員，透過網路空戰搶攻知識選民、年輕選民，並耕耘地方原有支持者及積極開拓中間選民，終能在擁有大批軍公教的深藍選區金門成功跨越一萬票的障礙，在金門開出「破萬」得票數，得票率達21.77%，雙雙創下民進黨總統候選人在金門的歷史新高。

### 金門醫療支援服務處
有感於金門醫療資源相對困境，蔡其雍力促成立金門醫療支援服務處並擔任義務執行長，亦邀請到立法委員邱泰源擔任主責立委；協助支援金門醫療環境。

### 民進黨金門縣黨部主委
蔡其雍以224票擊敗時任主委許建全的167票而當選，其更表示「感謝大家支持，上任後將媒合中央資源，建立專責服務窗口，力拼年底公職選舉為民進黨在金門開拓新版圖。」。

## 選舉紀錄
| 年度 | 選舉屆數             | 選舉區           | 所屬政黨   | 得票數 | 得票率 | 當選標記 | 備註 |
| ---- | -------------------- | ---------------- | ---------- | ------ | ------ | -------- | ---- |
| 2022 | 第八屆金門縣議員選舉 | 金門縣第一選舉區 | 民主進步黨 | 1,963  | 7.81%  |          |      |

## 外部連結
- 蔡其雍的Facebook專頁